# Xoanodera angustula
Xoanodera angustula es una especie de escarabajo longicornio del género Xoanodera, tribu Cerambycini, subfamilia Cerambycinae. Fue descrita científicamente por Holzschuh en 2006.

## Descripción
Mide 25,5-28,5 milímetros de longitud.

## Distribución
Se distribuye por Malasia (Borneo).